# José San Martín (obregonista)
El general José San Martín formó parte de las fuerzas del general Álvaro Obregón, quien lo envió como comandante de la Plaza de Saltillo, Coahuila, donde permaneció de 1926 a 1929, al ser asesinado Obregón entró en pláticas con otros militares que reprobaron ese hecho, y que no estaban de acuerdo con las medidas tomadas por el general Plutarco Elías Calles en torno a la sucesión presidencial, debido a que Calles estaba interviniendo muy directamente en ello, por lo que participó muy activamente en el levantamiento encabezado por el general José Gonzalo Escobar, y su Plan de Hermosillo, expedido el 3 de marzo de 1929, por lo que San Martín se le unió junto con toda la guarnición bajo su mando, junto al general de división Luis Gutiérrez Ortiz, al que los sublevados habían nombrado gobernador interino. De Saltillo pasó con las fuerzas rebeldes a la ciudad de Monterrey, participando en los combates y ocupación de ese lugar, posteriormente en la gran retirada de los sublevados participó en los enfrentamientos con las tropas federales en las afueras de la villa de General Cepeda, Coahuila, en los combates desarrollados en la ciudad de Torreón, y finalmente en los de Jiménez, Chihuahua, de allí pasó a exiliarse a Eagle Pass, Texas, con muchos de los rebeldes, llevando consigo parte del botín obtenido del saqueo de diversos bancos y préstamos forzosos exigidos a comerciantes y habitantes.